# Frederick Delius

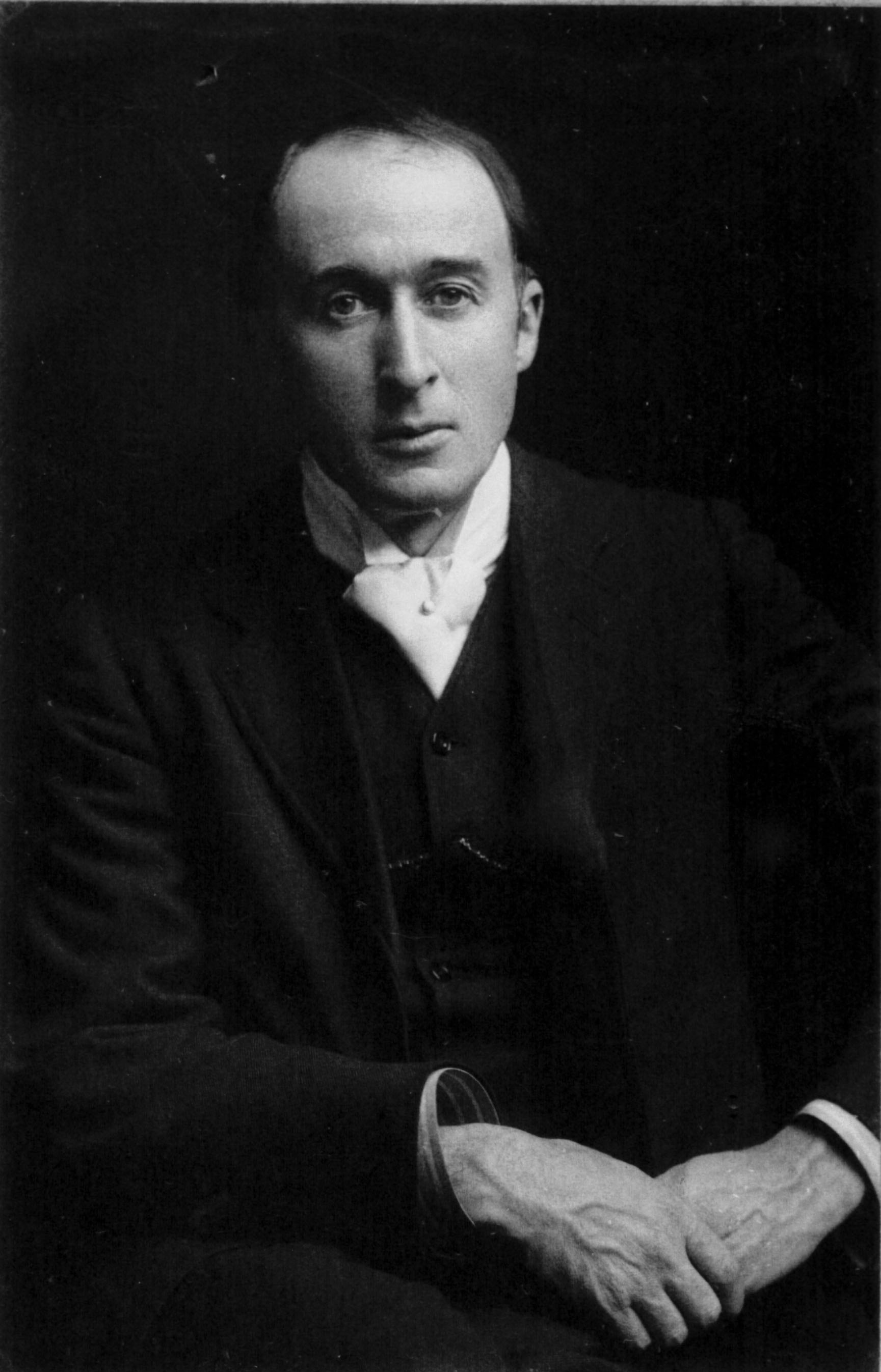
Porträt von Frederick Delius

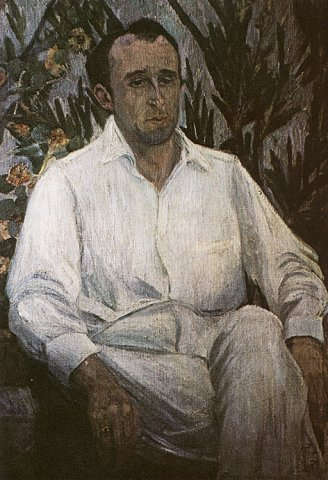
Ida Gerhardi: Porträt von Frederick Delius, Öl auf Leinwand, 1903

Frederick Theodore Albert Delius [ˈdiːliəs] CH (* 29. Januar 1862 in Bradford; † 10. Juni 1934 in Grez-sur-Loing) war ein britischer Komponist.

## Leben
Frederick Delius entstammte einer alten Familie von Textilhändlern und -fabrikanten deutscher Herkunft, die bis heute ihren Stammsitz in Bielefeld hat, aber ursprünglich aus den Niederlanden stammte. Frederick war das vierte von 14 Kindern von Julius und Elise Delius, die Mitte der 1850er Jahre nach Yorkshire siedelten, wo er geboren wurde und aufwuchs. Obwohl er bereits in seiner Kindheit Klavier- und Violinstunden nehmen durfte, wünschte sein Vater keine Musikerlaufbahn für ihn. So trat Delius widerwillig in den väterlichen Textilhandel ein, konnte aber wenigstens auf Geschäftsreisen Norwegen und Paris besuchen, beides wichtige Orte für seine spätere Komponistenlaufbahn.
1884 erhielt Delius das Geld, um sich als Farmer einer Orangenplantage in Solano Grove nahe Jacksonville in Florida niederzulassen. Diese Arbeit vernachlässigte er jedoch bald und nahm stattdessen bei dem Musiker Thomas Ward sechs Monate ausgiebigen Musikunterricht. Hier entstanden auch seine ersten Kompositionen. Danach hielt er sich einige Monate in Danville (Virginia) auf, wo er sein Geld mit Orgelspiel sowie Gesangs- und Lehrtätigkeiten verdiente. Schließlich bewilligte ihm sein Vater 1886 einen achtzehnmonatigen Lehrgang am Leipziger Konservatorium, wo Hans Sitt, Carl Reinecke und Salomon Jadassohn seine Lehrer waren.

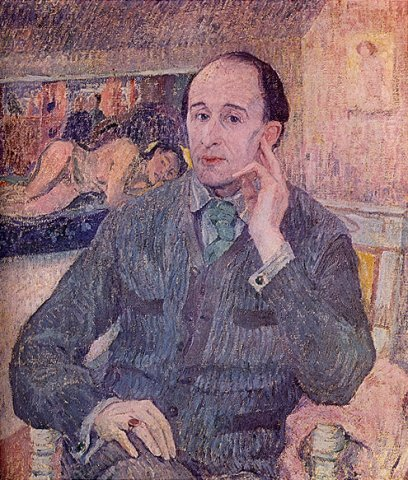
Jelka Rosen: Porträt von Frederick Delius, Öl auf Leinwand, 1912

Wichtiger als diese Studien war für Delius in Leipzig jedoch die Begegnung mit Edvard Grieg, mit dem er sich befreundete und der seinen Vater endgültig von der musikalischen Laufbahn des Sohnes überzeugte. Delius lernte das Ehepaar Grieg gut kennen. Mit den Mentoren verband Delius ein eifriger Schriftwechsel. Er widmete Nina Grieg auch mehrere Stücke. Seine ersten Werke wurden nun veröffentlicht, so die Suite Florida, zwei Streichquartette und einige Lieder. Nach seiner Leipziger Zeit reiste Delius wieder nach Paris, wo er sich in Künstlerkreisen aufhielt und Paul Gauguin, August Strindberg und Edvard Munch zu seinen Freunden zählte. 1892 beendete er seine erste Oper Irmelin, 1895 The Magic Fountain und 1897 Koanga. Nach und nach entwickelte er seinen sehr persönlichen Stil, der anfangs von Wagner und Grieg, später auch von Debussy beeinflusst war: Eine unverwechselbare Harmonik, ein scheinbar unendliches Fließen der Musik und ein dem Impressionismus nahestehendes sensibles Erfassen feinster emotionaler Nuancen. Delius’ Musik kann als bedeutender musikalischer Ausdruck des „Fin de siècle“ verstanden werden. Seine Werke werden in Deutschland fast nicht aufgeführt; nur wenige Klassikliebhaber kennen sie. Ein bestimmendes Element in seinem Schaffen ist die Schönheit (besonders der Natur, üppiger Blumen und Gärten) in Anbetracht von Vergänglichkeit, Herbst, Verfall und Verwelken.
1896 traf er die Malerin Jelka Rosen, die er 1903 heiratete, und 1897 zog er mit ihr nach Grez-sur-Loing, einen kleinen Ort nahe Fontainebleau. Um die Jahrhundertwende entstanden seine ersten ausgereiften Meisterwerke: Paris: The Song of a Great City für Orchester (1899), die Oper A Village Romeo and Juliet (1901) nach Gottfried Kellers Novelle Romeo und Julia auf dem Dorfe, Appalachia für Chor und Orchester (1903), Sea Drift für Bariton, Chor und Orchester (1904) nach einem Gedicht von Walt Whitman sowie sein ambitioniertestes, in deutscher Sprache komponiertes Werk, Eine Messe des Lebens (1905) nach Friedrich Nietzsche. In dieser monumentalen Kantate gelang es Delius mit Erfolg, den Geist und die Atmosphäre des „Zarathustra“ musikalisch umzusetzen, mal hymnisch-triumphierend, dann wieder spätromantisch-impressionistisch-verstiegen. Diese Periode schließt mit seiner letzten Oper, Fennimore und Gerda (1909–1910) nach einer Episode aus dem Roman Niels Lyhne von Jens Peter Jacobsen.

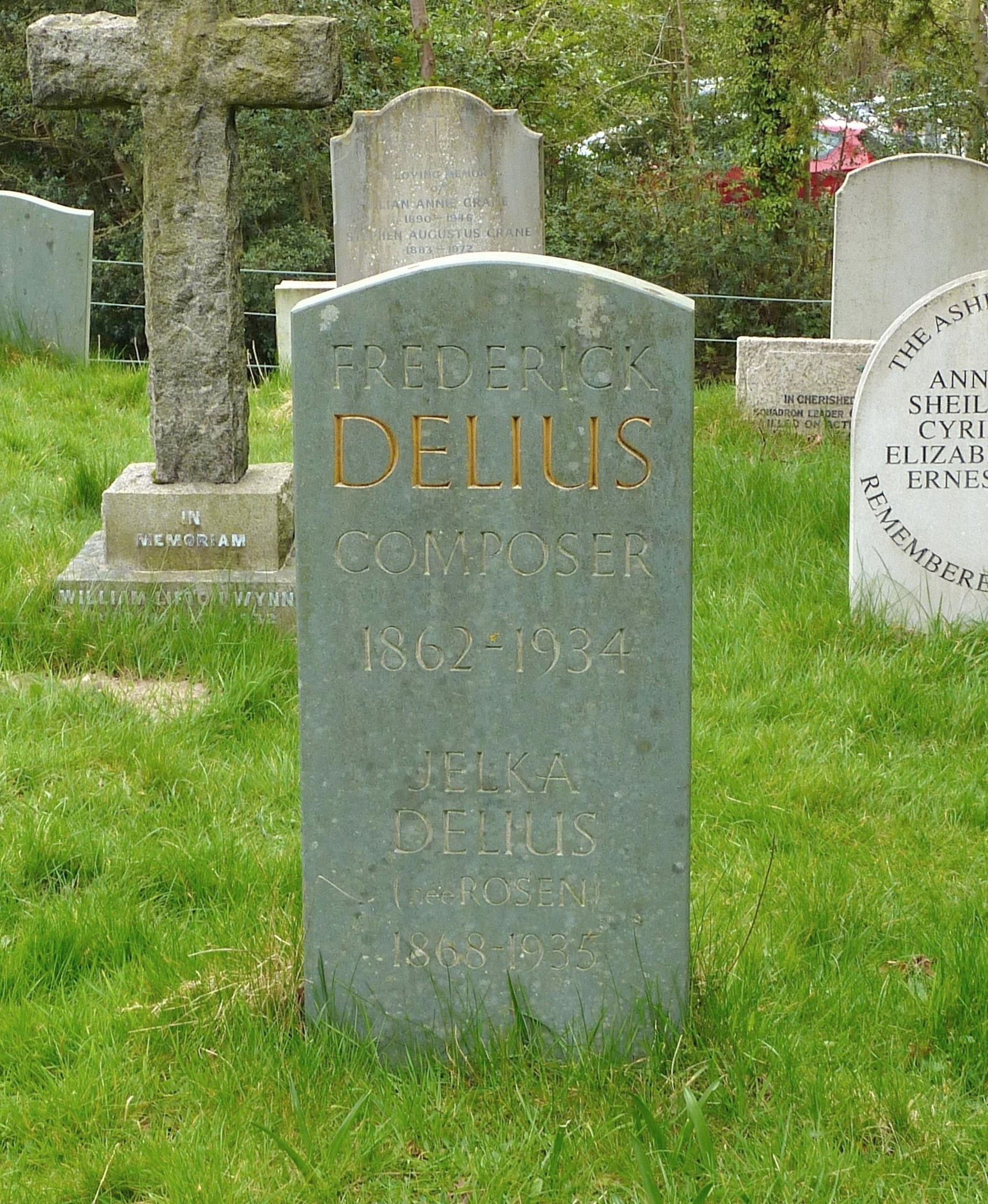
Delius’ Grab in Limpsfield, Surrey

Während des Ersten Weltkriegs floh er vor den sich nähernden deutschen Truppen nach England. Die Werke dieser Jahre, so etwa das Requiem (1914–1916), waren weniger erfolgreich. Delius wandte sich nun den konventionellen Formen absoluter Musik zu, doch gelang ihm nicht, die Opulenz seiner Tonsprache überzeugend zu strukturieren. Selten hört man daher seine Konzerte (Doppelkonzert (1915–1916), Violinkonzert (1916), Cellokonzert (1921)) und Kammermusik: Violinsonate Nr. 1 (1914), Cellosonate (1916), Streichquartett (1916). Mit der Schauspielmusik zu Hassan (1920) fand er wieder zu seiner alten Meisterschaft. Schon zu dieser Zeit erfreute er sich der steten Förderung und lebenslangen Unterstützung des Dirigenten Sir Thomas Beecham (1879–1961). Beecham ermöglichte, oft unter persönlichen Opfern, die Aufführung fast aller Delius-Werke sowie auch die anderer Komponisten seiner Zeit.
In den 1920er Jahren begann die schwere syphilitische Erkrankung, durch die Delius bald darauf für den Rest seines Lebens gelähmt und erblindet war. Seine zweite Violinsonate (1923) musste bereits seine Frau Jelka aufschreiben, danach erlosch seine Kompositionstätigkeit für mehrere Jahre. 1928 lernte er den jungen Musiker Eric Fenby kennen, der von da an den schwerkranken Komponisten bis zu dessen Tod betreute und seine späten Werke notierte, darunter die dritte Violinsonate (1930), das Idyll für Sopran, Bariton und Orchester (1932) sowie zahlreiche kleinere Stücke. In seinem Buch Delius as I knew him (1936) beschrieb Fenby diese einzigartige Zusammenarbeit.

## Kompositionen

### Bühnenwerke

#### Opern
- Irmelin (op. 3; 1890–1892). Oper in 3 Akten. Libretto: Frederick Delius. UA 4. Mai 1953 Oxford (New Theatre)
- The Magic Fountain (Der Wunderborn; Die Zauberquelle; 1893–1895). Lyrisches Drama in 3 Akten. Libretto: Frederick Delius. UA (konzertant) 20. November 1977 London (BBC Radio); (szenisch) 22. Juni 1997 Kiel (Opernhaus)
- Koanga (1895–1897). Lyrisches Drama in 3 Akten mit Prolog und Epilog. Libretto: Charles Francis Kearry (nach einer Episode aus dem Roman The Grandissimes. A Story of Creol Life von George Washington Cable). UA (mit deutschem Text) 30. März 1904 Elberfeld (Stadttheater); (mit englischem Text) 1935 London
- A Village Romeo and Juliet (nach der Novelle Romeo und Julia auf dem Dorfe von Gottfried Keller; 1900/01). Lyrisches Drama in 6 Bildern. Libretto: Frederick Delius, Jelka Rosen-Delius und Charles Francis Keary (1848–1917). UA (in deutscher Sprache) 21. Februar 1907 Berlin (Komische Oper)
- Margot la Rouge (Die rote Margot; 1901/02). Lyrisches Drama in einem Akt. Libretto: Berthe Gaston-Danville (Pseudonym: Mme Rosenval). UA 8. Juni 1983 Saint Louis /Missouri (Opera Theatre)
- Fennimore and Gerda (op. 11; 1909/10). Oper in 11 Bildern. Libretto: Frederick Delius (nach Niels Lyhne [1880] von Jens Peter Jacobsen). UA 21. Oktober 1919 Frankfurt am Main (Opernhaus; Dirigent: Gustav Brecher)

#### Schauspielmusik
- Musik (1888) zu Zanoni von Edward Bulwer-Lytton
- Musik (1897) zu Folkeraadet von Gunnar Heiberg
- Musik (1920–1923) zu Hassan von James Elroy Flecker, für Tenor, Bariton, gemischten Chor und kleines Orchester. UA 20. September 1923 London

### Vokalkompositionen

#### Klavierlieder
- 5 Songs from the Norwegian (1888). Texte: Bjørnstjerne Bjørnson, Theodor Kjerulf, John Olaf Paulsen (1851–1924), Andreas Munch (1811–1884)
- 7 Songs from the Norwegian (1889/1890; 2 Lieder orchestriert). Texte: Bjørnstjerne Bjørnson, Henrik Ibsen, Aasmund Olavsson Vinje
- 3 English Songs (1891). Texte: Percy Bysshe Shelley
- 4 Lieder (1895; auch orchestriert). Texte: Paul Verlaine
- 7 Danish Songs (1897; auch orchestriert). Texte: Holger Drachmann, Jens Peter Jacobsen (englisch von Frederick Delius, deutsch von Jelka Rosen)
- 4 Lieder nach Nietzsche (1898)
- Im Glück wir lachend gingen (1898)
- The Violet (1900; auch orchestriert)
- Autumn (1900)
- Black Roses (1901)
- Summer Landscape (1902; auch orchestriert)
- The nightingale has a lyre of gold (1910)
- La lune blanche (1911; auch orchestriert)
- Chanson d’automne (1911)
- I-Brasil (1913)
- 4 Old English Lyrics (1915–1916)
- Avant que tu ne t’en ailles (1919)
- 18 nicht veröffentlichte Lieder

#### Orchesterlieder, Chorwerke
- 6 German Partsongs (1887) für Chor
- Sakuntala (1889) für Tenor und Orchester
- Maud (1891) für Tenor und Orchester. Texte: Alfred Tennyson
- Mitternachtslied (1898) für Bariton, Männerchor und Orchester
- Appalachia (1898–1903) für Chor und Orchester
- Sea Drift (1903/1904; Max von Schillings gewidmet) für Bariton, Chor und Orchester. Texte: Walt Whitman
- Eine Messe des Lebens (1904/1905) für Solisten, Chor und Orchester (engl. A Mass of Life)
- Songs of Sunset (1906/07) für Mezzosopran, Bariton, Chor und Orchester. Texte: Ernest Dowson
- Cynara (1907/29) für Bariton und Orchester
- On Craig Dhu (1907) für Chor und Klavier
- Midsummer Song (1908) für Chor und Klavier
- Wanderer’s Song (1908) für Männerchor und Klavier
- An Arabesk (1911) für Bariton, Chor und Orchester
- A Song of the High Hills (1911) für Chor und Orchester
- 2 Songs for a Children’s Album (1913)
- Requiem (1914–1916) für Sopran, Bariton, Chor und Orchester
- 2 Songs to be sung of a Summer Night on the Water (1917) für Chor
- The splendour falls on castle walls (1923) für Chor
- A Late Lark (1925) für Gesang und Orchester
- Songs of Farewell (1930) für Chor und Orchester. Texte: Walt Whitman
- Idyll: Once I passed through a populous city (1930–1932) für Sopran, Bariton und Orchester

### Konzerte
- Suite (1888) für Violine und Orchester
- Légende (1895) für Violine und Orchester
- Klavierkonzert c-moll (1904; grundlegende Überarbeitung der Fantasy von 1897)
- Doppelkonzert für Violine, Violoncello und Orchester (1915/1916)
- Violinkonzert (1916)
- Cellokonzert (1921)
- Caprice and Elegy (1930) für Violoncello und Orchester

### Orchesterwerke
- Florida (1887). Suite
- Schlittenfahrt und March caprice (1887/1888)
- Hiawatha (1888). Tondichtung
- Idylle de Printemps (1889)
- Kleine Suite (1889/1890)
- Summer Evening, Winter Night, Spring Morning (1890). 3 kleine Tondichtungen
- Paa Vidderne (Sur les cimes). Sinfonische Dichtung nach Ibsen (1890–1892; Fassung mit Sprecher bereits 1888)
- Over the Hills and Far Away (1895–1897). Fantasieouvertüre
- Appalachia (1896) für Orchester
- La ronde se déroule (1899). Sinfonische Dichtung
- Paris: The Song of a Great City (1899)
- Brigg Fair: An English Rhapsody (1907)
- In a Summer Garden (1908). Rhapsodie
- Dance Rhapsody no.1 (1908)
- On Hearing the First Cuckoo in Spring (1912); Summer Night on the River (1911). 2 Stücke für kleines Orchester
- North Country Sketches (1913/1914)
- Air and Dance (1915) für Streicher
- Dance Rhapsody no. 2 (1916)
- Eventyr (Once Upon a Time) (1917)
- A Song Before Sunrise (1918) für kleines Orchester
- A Song of Summer (1929/1930)
- Irmelin Prelude (1931)
- Fantastic Dance (1931)

### Kammermusik
- Streichquartett (1888)
- Romance (1889) für Violine und Klavier
- Violinsonate H-Dur (1892)
- Streichquartett (1893)
- Romance (1896) für Violoncello und Klavier
- Violinsonate Nr. 1 (1905–1914)
- Streichquartett (1916)
- Cellosonate (1916)
- Violinsonate Nr. 2 (1923)
- Violinsonate Nr. 3 (1930)

### Klavier- und Cembalomusik
- Dance (1919) für Cembalo
- 5 Stücke für Klavier (1922/23)
- 3 Preludes für Klavier (1923)

## Inspiration für andere Künstler
- Der Song Delius von Kate Bush (von ihrem 1980er-Album Never for Ever).